# Zdravko Grebo
Zdravko Grebo (30 juillet 1947 - 29 janvier 2019) était un professeur de droit bosnien à la faculté de droit de l'Université de Sarajevo. Né en 1947 à Mostar, Grebo est diplômé de la faculté de droit de Sarajevo en 1970, et terminé ses études de troisième cycle et son doctorat à l'Université de Belgrade. À partir de 1972, il a enseigné à la faculté de droit de Sarajevo.
Il est mort à Sarajevo 29 janvier 2019, et enterré sur la musique du célèbre groupe Pink Floyd.
Zdravko était le fondateur de l’Open Society Foundations de Bosnie-Herzégovine (Fondation Soros)  ainsi que le directeur du Centre d'études supérieures interdisciplinaires de l'Université de Sarajevo. Il était également chef du Département de l'État et du droit public international, et membre du PEN International.  En plus de ceux-ci, il est le fondateur du Parlement des citoyens d'Helsinki (Bosnie-Herzégovine) ainsi que l'auteur de plusieurs livres et 150 articles. En 2017, il a signé la Déclaration sur la langue commune des Croates, Serbes, Bosniaques et Monténégrins .
Dans les années 1990, il a fondé une station de radio à Sarajevo « ZID ». À travers Radio « ZID », de jeunes artistes ont fait la promotion de la Bosnie-Herzégovine et des valeurs multiculturelles de ce pays. En tant que fondateur de ce média, Grebo a établi des contacts avec des personnes extérieures à la Bosnie pendant la guerre.
Il a également produit le documentaire Pismo (Lettre), qui montre des images de 1968, lorsqu'il a vécu la brutalité de la police pendant manifestations étudiantes, entrecoupées d'images du bombardement de son appartement à Sarajevo en 1993. Dans le documentaire, des images horribles de la guerre, telles que les mains ensanglantées d'un enfant mort, contrastent fortement avec la naïveté des manifestations pour la paix des années 1960.
Il était le leader des idées pour la société civile, pour les droits de chacun en Bosnie-Herzégovine, quelle que soit son appartenance nationale ou religieuse. Dans les années qui ont précédé la guerre il a ouvertement et critiquement mis en garde contre les événements qui menaçaient le pays.
Zdravko Grebo était un véritable révolutionnaire, un grand combattant pour les droits de l'homme et l'un des plus ardents défenseurs de la stabilité de l'État de Bosnie-Herzégovine.
En avril 1992, Grebo était l'un des organisateurs de la grande manifestation de centaines de milliers de personnes pour la paix à Sarajevo, quand les coups de feu tirés par les nationalistes serbes ont touché deux femmes, les premières victimes de la guerre.
En 1993, il a lancé le Festival du film de Sarajevo - pendant le siège de la ville, lorsque les grenades sont tombées et que le public des cinémas du sous-sol n'était en aucun cas à l'abri d'eux. Encore et encore, il a élevé la voix pour une position non nationaliste dans cette ville meurtrie entourée d'ennemis. Il méprisait profondément les diviseurs ethniques, les nettoyeurs, les criminels, et il était et un défenseur public de « RECOM » (Commission régionale d'établissement des faits sur les crimes de guerre et autres violations graves des droits de l'homme commis sur le territoire de l'ex- Yougoslavie) en Bosnie-Herzégovine.
Il espère l'intégration européenne du pays et est profondément déçu par l'attitude laxiste de la communauté internationale à l'égard des partis nationalistes. La guerre n'est pas vraiment finie, mais continue selon lui, avec d'autres moyens, jusqu'à aujourd'hui.

## Récompenses
- Lauréat du prix du Club des recteurs européens « Pour la paix, et contre le racisme et la xénophobie » 1993
- Grebo a reçu plusieurs prix scientifiques, notamment de la Conférence des recteurs européens et la decoration francaise de l'Ordre des Palmes Académiques.
- En 1994, l'Institut Franklin et Eleanor Roosevelt lui a décerné le Prix des quatre libertés de Roosevelt pour la liberté d'être à l'abri de la peur.